# Arinbjørn herse
Arinbjørn herse (n. 810) fue un escaldo y guerrero vikingo de Noruega en el siglo IX. En el capítulo 61 de la saga de Egil Skallagrímson, Arinbjørn herse reivindicaba ser descendiente de Bragi Boddason. Arinbjørn era un hersir partidario del rey Erico I de Noruega y le acompañó a su exilio en Northumbria cuando fue expulsado de su patria. Tras la muerte de Erico se unió a su hermano Harald II de Noruega participando en incursiones vikingas en Dinamarca, ambos murieron en el campo de batalla hacia 970.
Arinbjørn era amigo íntimo del Egill Skallagrímsson, a quien salvó la vida cuando cayó en manos del rey Erico en Jórvik, en agradecimiento Egill le dedicó el poema Arinbjarnarkviða, de la que se conservan algunos fragmentos.